# Tetramereia convexa
Tetramereia convexa är en skalbaggsart som beskrevs av Edgar von Harold 1869. Tetramereia convexa ingår i släktet Tetramereia och familjen bladhorningar. Inga underarter finns listade i Catalogue of Life.